# LNG-Terminal Wilhelmshaven

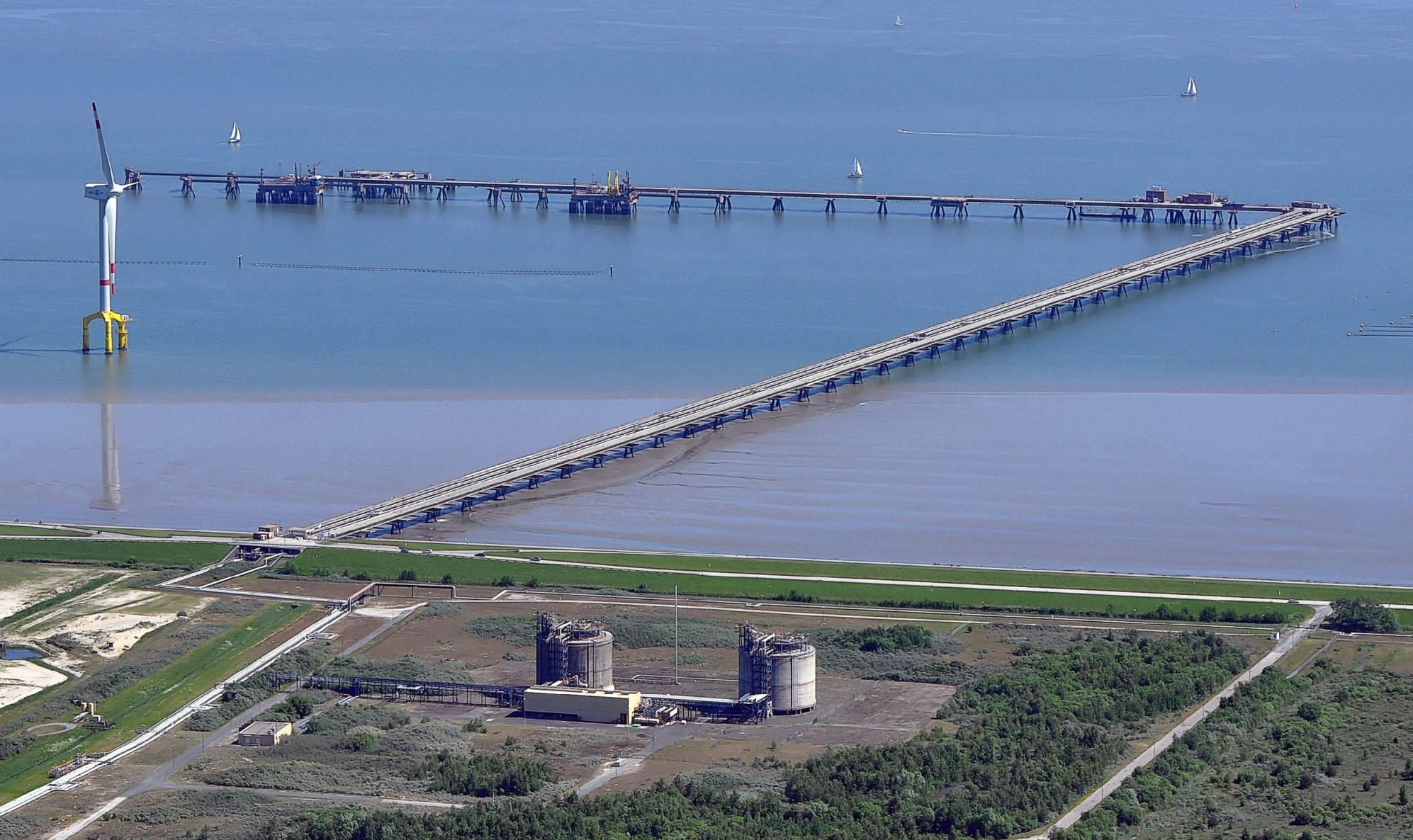
Die Umschlaganlage Voslapper Groden wurde 2022 zum LNG-Umschlag ausgebaut. Aufnahme von 2012

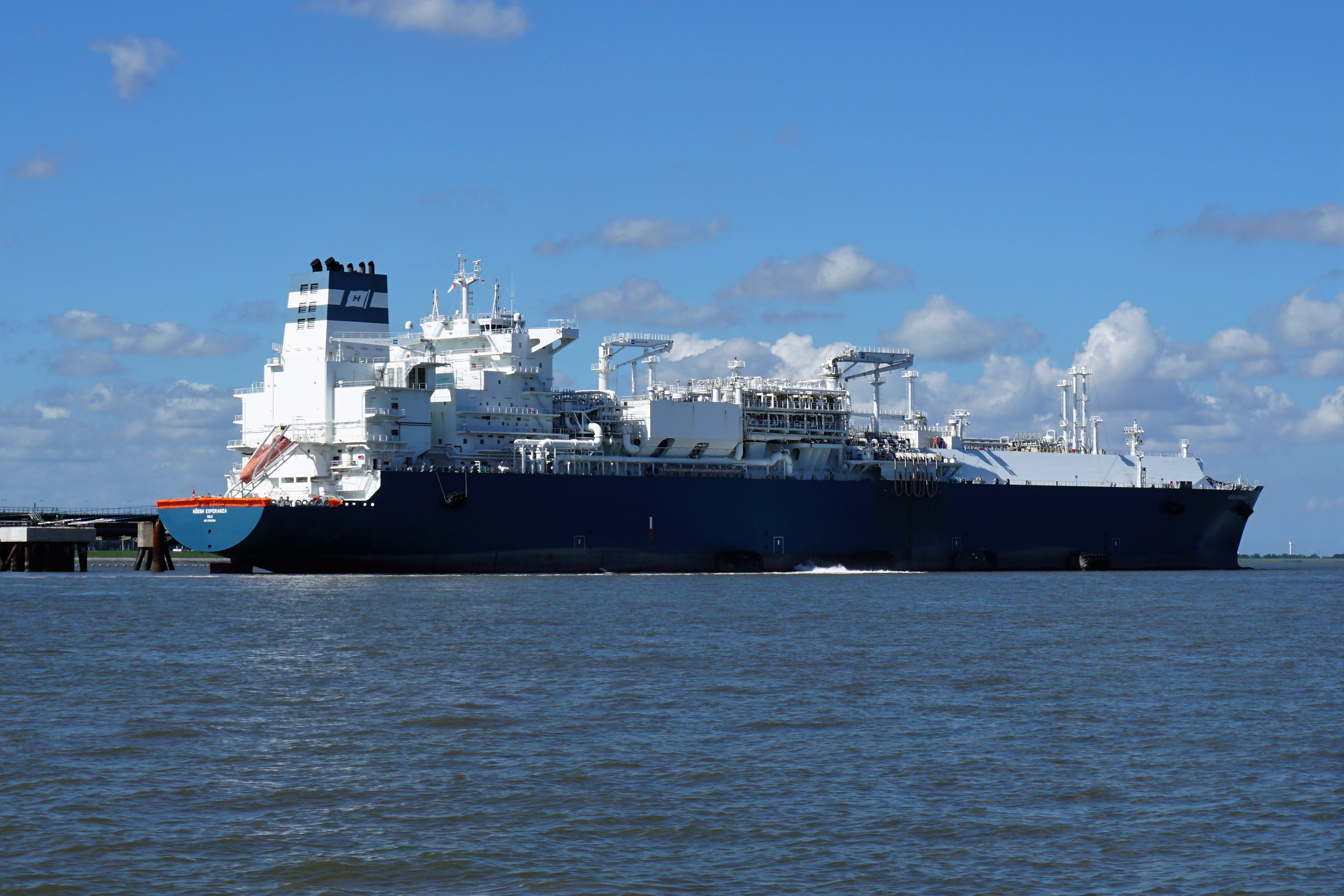
Das schwimmende Importterminal Höegh Esperanza am LNG-Terminal Wilhelmshaven, 2023

Das LNG-Terminal Wilhelmshaven ist ein Flüssigerdgasterminal (LNG-Terminal) in Wilhelmshaven in Niedersachsen, das von Mai bis November 2022 errichtet wurde und von dem seit Dezember 2022 Flüssigerdgas (LNG) angelandet wird. Seit Mitte Januar 2023 wird die Vergasung des angelieferten Flüssiggases durch die schwimmende Höegh Esperanza im Regelbetrieb sichergestellt. Es ist die erste fertiggestellte Anlage dieser Art in Deutschland. Durch einen weiteren Ausbau der Anlage soll in Wilhelmshaven das größte Gasimportterminal Deutschlands entstehen. Im Mai 2025 ging das zweite Terminal mit dem Regasifizierungsschiff Excelsior in Betrieb.

## Vorgeschichte
Seit langem war aufgrund der Ölpreiskrise Anfang der 1970er Jahre ein Terminal für Flüssigerdgas (LNG) in Wilhelmshaven vorgesehen, da der dortige Hafen bereits ein großer Öl-Einfuhrhafen war. Da es mit den algerischen Lieferanten nicht zu einer Einigung über den Preis des Flüssigerdgases kam, wurde das Terminal nicht gebaut. Aufgrund zu geringem Interesse am Import von LNG wurden ab 2020 die Pläne zum Bau eines LNG-Terminals nicht mehr verfolgt. Hinzu kam, dass der Bau der Unterwasserpipeline Nord Stream 2 kurz vor dem Abschluss stand.

## Weitere Entwicklung
Kurz nachdem die Pläne zum Bau eines „LNG-Terminal in Wilhelmshaven“ nicht mehr verfolgt wurden, änderten sich die Nachfrage, die politische Situation und die Erdgaspreise. 2021 teilte die Internationale Energieagentur (IEA) mit, dass die EU in dem Jahr rund 155 Milliarden Kubikmeter Erdgas aus Russland importiert hatte. Um vom russischen Gas unabhängiger zu werden, wollte die Energiekommissarin Kadri Simson Mitte März 2022 einen Vorschlag vorlegen.
Am 27. Februar 2022 kündigte Bundeskanzler Olaf Scholz aus Anlass des russischen Überfalls auf die Ukraine im Rahmen einer Sondersitzung des Deutschen Bundestages an, dass in Deutschland kurzfristig zwei Flüssigerdgasterminals in Brunsbüttel und Wilhelmshaven errichtet werden sollen. Damit soll die Energieabhängigkeit von Russland beendet werden. Tatsächlich können zwei Flüssigerdgasterminals jedoch lediglich etwa ein Drittel des Gas-Volumens, das Deutschland in der jüngeren Vergangenheit jährlich aus Russland bezog, ersetzen. Daher beschloss die Bundesregierung später den Bau weiterer Terminals. Neben dem LNG-Terminal Brunsbüttel sind dies ein zweites und ein drittes Terminal in Wilhelmshaven, das LNG-Terminal Stade, das LNG-Terminal Mukran und das LNG-Terminal Deutsche Ostsee in Lubmin.
Der Energiekonzern Uniper nahm vor diesem Hintergrund die Planungen für das LNG-Terminal Wilhelmshaven wieder auf. Bereits vor dem Beschluss, das Projekt nicht zu realisieren, wurden viele Vorarbeiten für ein schwimmendes Terminal durchgeführt und ein Gutachten zur Energiedrehscheibe „WHV 2.0“ wurde erstellt. Es ist geplant, in Wilhelmshaven die Voraussetzungen für ein festes Terminal zur Anlandung von grünem Wasserstoff zu schaffen.
Nach dem Anschlag auf die Nord-Stream-Pipelines Ende September 2022 warnte der niedersächsische Innenminister Boris Pistorius (SPD) vor Anschlägen auf die Infrastruktur Niedersachsens, unter anderem gegen neue Flüssiggasterminals. Seither sorgte die Polizei Niedersachsen und die Wasserschutzpolizei von der Land- wie der Seeseite für eine verstärkte Bewachung des LNG-Terminals Wilhelmshaven und der Gaspipeline.

## Baumaßnahmen
Die Bauarbeiten für das erste Terminal in Wilhelmshaven begannen am 5. Mai 2022 an der bereits vorhandenen Umschlaganlage Voslapper Groden im Beisein von Bundeswirtschaftsminister Robert Habeck (Bündnis 90/Die Grünen) und den niedersächsischen Ministern Bernd Althusmann (CDU) und Olaf Lies (SPD). Sie waren am 15. November 2022 beendet. Es wurden für die Anleger-Brücke 194 Säulen verbaut und teilweise bis zu 35 Meter tief in den Untergrund gerammt. In Wilhelmshaven sollen neun Milliarden Kubikmeter Gas angelandet werden, was 20 Prozent des zu ersetzenden Erdgases aus Russland ausmacht.
Mit dem Bau des Terminals waren folgende Maßnahmen verbunden:
- Änderung des bestehenden Umschlaganlegers Voslapper Groden durch Errichtung eines Anlegerkopfes nordöstlich des bestehenden Anlegers 1
- Vertiefung des Zufahrtsbereichs zwischen der bestehenden Fahrrinne und dem Anlegerkopf durch Ausbaggerung
- Vertiefung der bestehenden Liegewanne im Bereich des Liegeplatzes des neuen Anlegerkopfes durch Ausbaggerung

Für den Bau stellte der Hafenbetreiber Niedersachsen Ports im April 2022 einen entsprechenden Genehmigungsantrag nach dem Wasserhaushaltsgesetz. Den Planfeststellungsbeschluss erließ der Niedersächsische Landesbetrieb für Wasserwirtschaft, Küsten- und Naturschutz am 4. Oktober 2022. Eine förmliche Umweltverträglichkeitsprüfung fand mit Verweis auf das LNG-Beschleunigungsgesetz nicht statt. Dennoch wurden die Umweltauswirkungen des Vorhabens im Verfahren berücksichtigt.

## Schwimmendes Importterminal FSRU

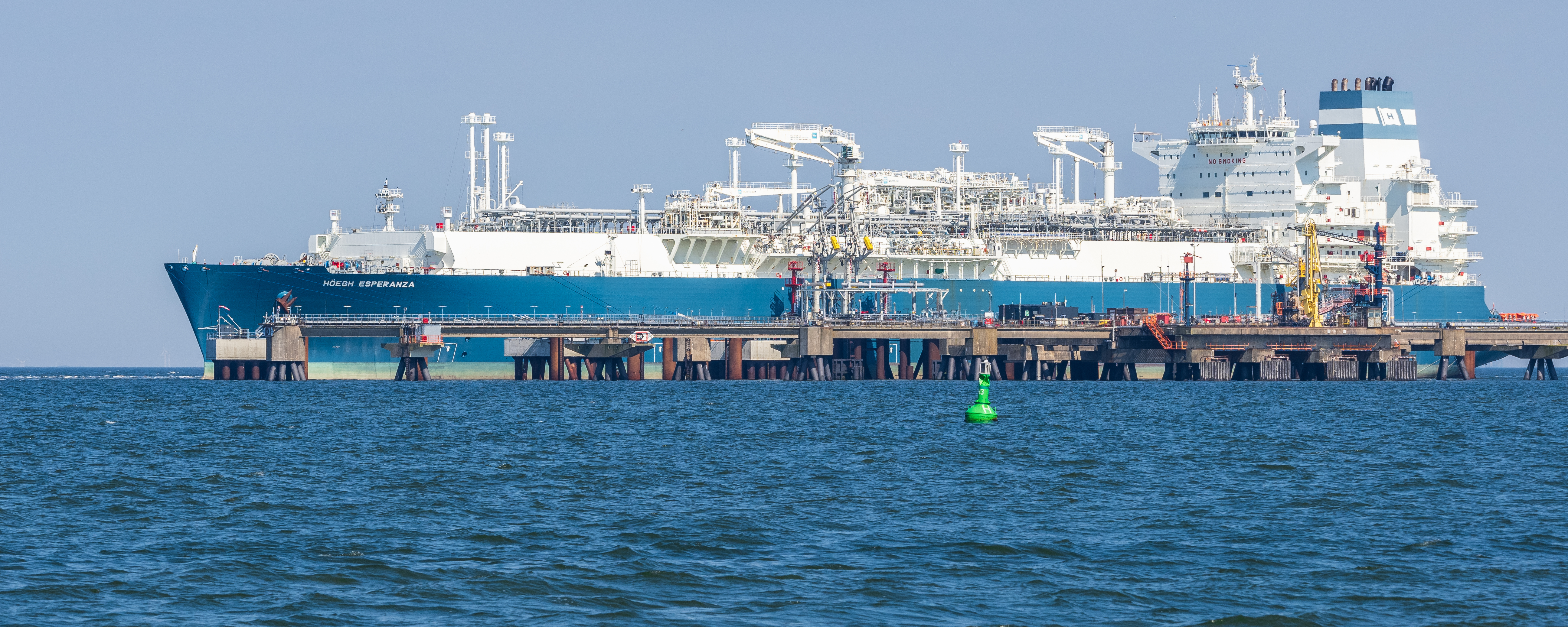
FSRU Höegh Esperanza

Die Bundesregierung charterte 2022 mehrere LNG-Terminalschiffe, von denen in Wilhelmshaven drei Schiffe stationiert werden sollen, darunter die Regasifizierungsschiffe Höegh Esperanza und Excelsior. Bei den Schiffen handelt es sich um schwimmende Importterminals nach dem Prinzip einer FSRU (Floating Storage and Regasification Unit) als schwimmende Speicher- und Wiederverdampfungseinheit. Die FSRU ermöglichen die Anlandung, Speicherung und Wiederverdampfung von tiefkaltem Flüssiggas, das danach über Zwischenspeicher in das Gasfernleitungsnetz eingespeist wird.

## Eröffnung
Der mit 165.000 Kubikmetern Flüssiggas beladene Tanker Höegh Esperanza legte am 15. Dezember 2022 am LNG-Terminal Wilhelmshaven an. Am 17. Dezember 2022 eröffnete Bundeskanzler Olaf Scholz es als erstes deutsches LNG-Terminal. in Beisein von Spitzenpolitikern, darunter Bundeswirtschaftsminister Robert Habeck (Bündnis 90/Die Grünen), Bundesfinanzminister Christian Lindner (FDP) und der niedersächsische Ministerpräsident Stephan Weil (SPD). Das erste Gas speiste das Schiff am 21. Dezember 2022 in das Gasnetz ein. Am 2. Januar 2023 begann der reguläre Gasumschlag. Als erster Tanker lieferte die Maria Energy 170.000 Kubikmeter Flüssiggas zur Umwandlung an die Höegh Esperanza. Umweltschützer kritisierten, dass das Gas durch Fracking in den USA gewonnen wurde.

## Zweites LNG-Terminal und weiterer Ausbau

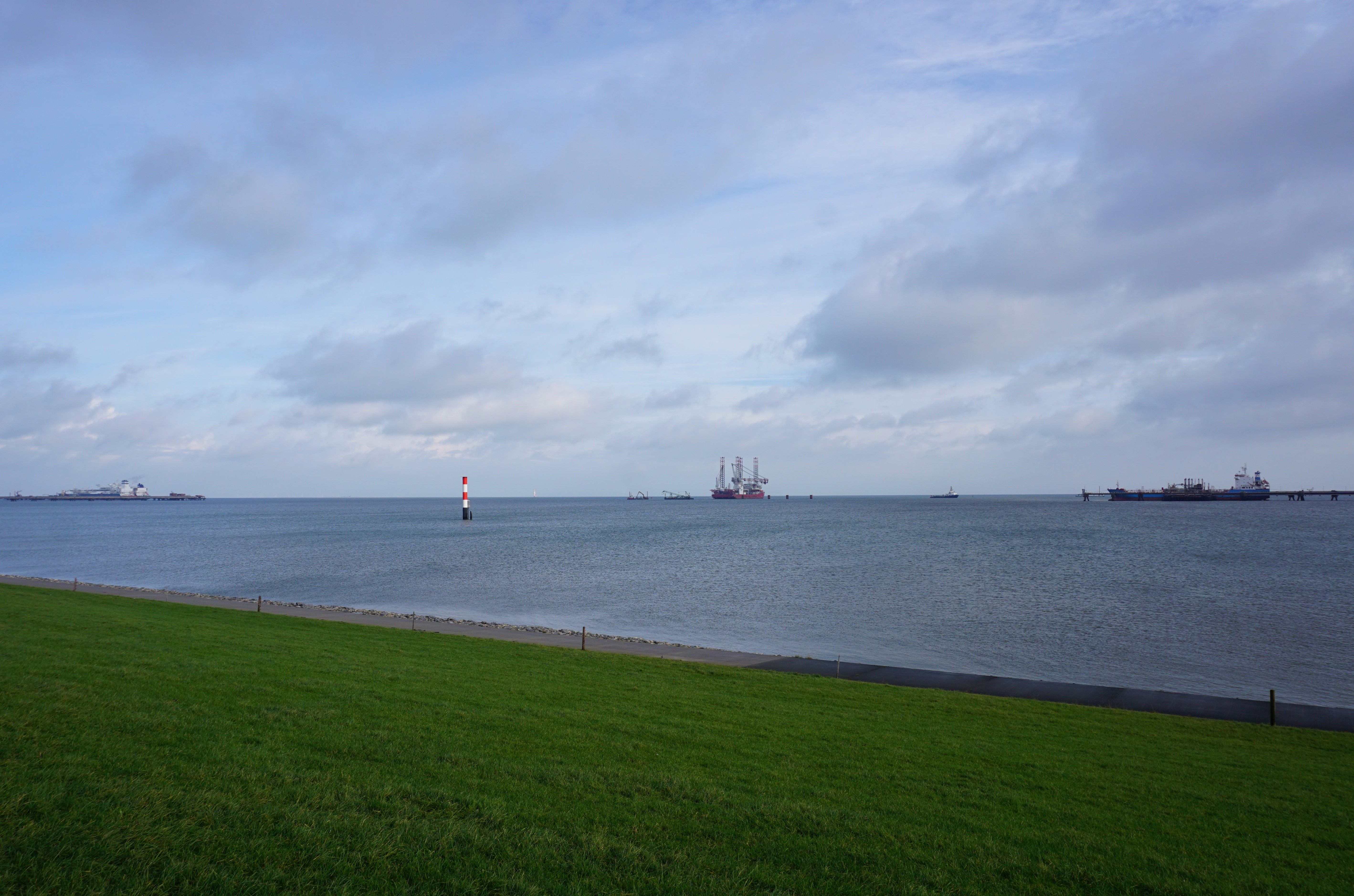
Blick auf die Baustelle des zweiten LNG-Terminals zwischen der Umschlaganlage Voslapper Groden und der Raffineriepier

Im August 2022 kündigte das Bundeswirtschaftsministerium die Einrichtung eines zweiten schwimmenden Terminals in Wilhelmshaven unter der Bezeichnung „LNG-Terminal Wilhelmshaven Voslapper Groden Nord 2“ an. Das neue Terminal entstand zwischen dem ersten LNG-Terminal und der Raffineriepier. Die Fertigstellung war für die zweiten Jahreshälfte 2024 vorgesehen, verzögerte sich jedoch auf 2025. Ende April 2025 machte dort die vom Bund gecharterte FSRU Excelsior fest.
Ein drittes schwimmendes Terminal wurde 2022 vom damaligen niedersächsischen Umweltminister Olaf Lies initiiert, von dessen Nachfolger Christian Meyer wird die Notwendigkeit jedoch bezweifelt.
2024 wurde bekannt, dass in Wilhelmshaven das größte Gasimportterminal Deutschlands entstehen soll. Als Baubeginn eines 1,7 Kilometer langen Anlegers mit bis zu sechs Schiffsliegeplätzen für den Import von klimafreundlichen Flüssiggasen ist das Jahr 2026 geplant.

## Gaspipelines

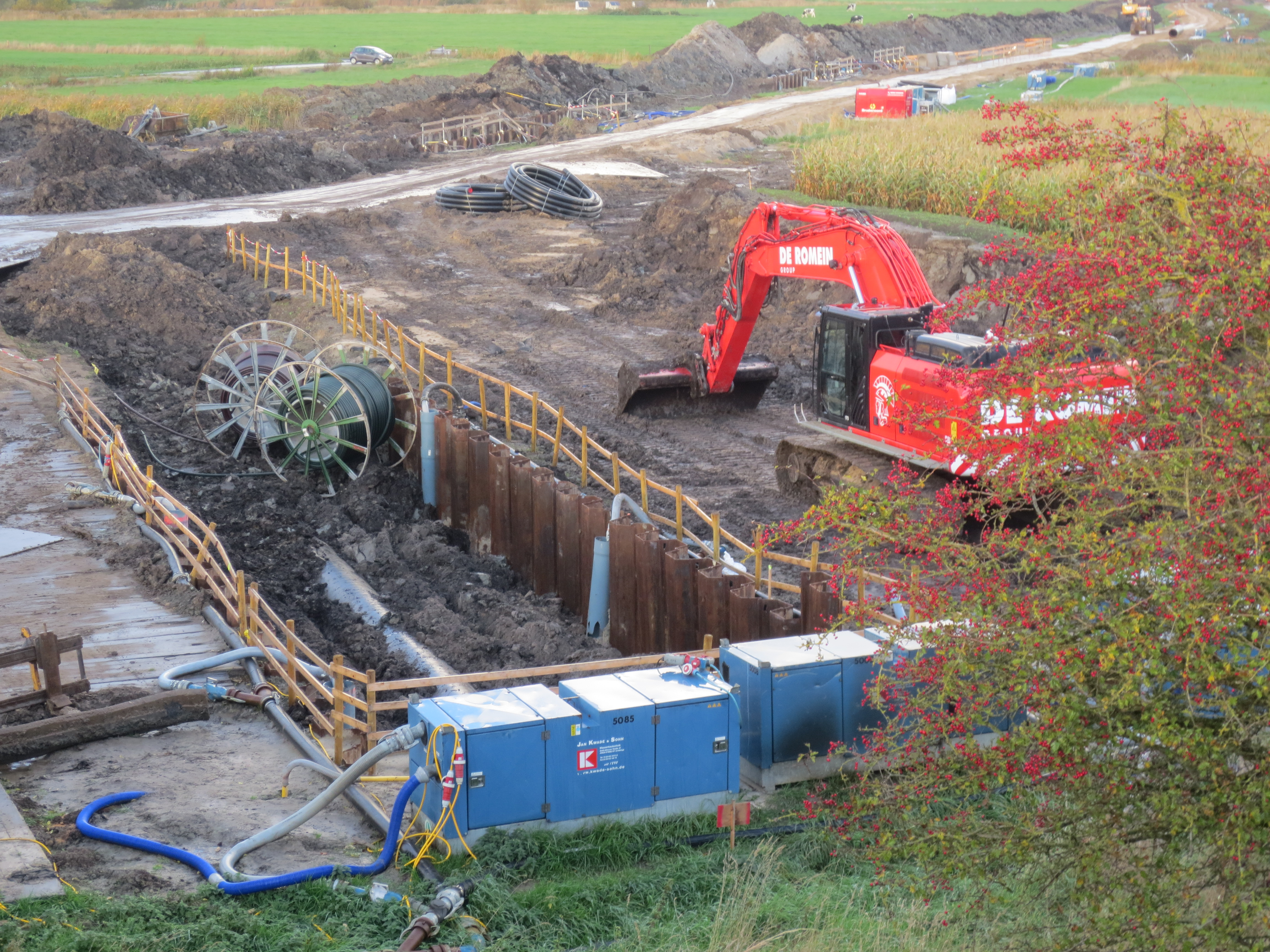
Verlegung der Gaspipeline in der Nähe von Wilhelmshaven

Die Terminals wurden durch die Neuverlegung einer etwa 26 km langen Gaspipeline mit bis zu 100 bar Betriebsdruck durch Open Grid Europe an die Kavernenanlage Etzel angebunden. Nachdem bereits Vorarbeiten an der Trasse begonnen hatten, erfolgte der offizielle Baubeginn am 4. August 2022. Im Dezember 2022 waren die Pipelinerohre einer Nennweite von DN 1000 verlegt und es erfolgten noch Restarbeiten.
Im Januar 2023 begann das Planfeststellungsverfahren für die Errichtung und den Betrieb einer weiteren Anbindungsleitung durch die EWE Netz GmbH. Unter der Projektbezeichnung „Gasleitung Wilhelmshaven–Leer“ (GWL) entstand eine etwa 70 km lange Gasversorgungsleitung (mit bis zu 100 bar Betriebsdruck, Normdurchmesser DN 600) aus dem Raum Wilhelmshaven bis in den Raum Leer. Der Planfeststellungsbeschluss wurde am 28. April 2023 erteilt. Baubeginn war im Juni 2023. Im Dezember 2023 meldete die EWE die Fertigstellung der Leitung.
Eine Klage gegen die LNG-Anbindungsleitung war nicht erfolgreich.

## Umwelt- und Sicherheitsbedenken
Die Umweltschutzorganisation Deutsche Umwelthilfe hielt im Jahr 2019 das Projekt eines LNG-Terminals in Wilhelmshaven aus Umwelt- und Sicherheitsgründen für nicht genehmigungsfähig. Auch nach dem Realisierungsbeschluss von 2022 kritisierte die Deutsche Umwelthilfe den Ausbau wegen des mittelfristig rückläufigen Erdgasbedarfs.
Umweltschützer kritisieren die Einleitung von chlorhaltigen Abwässern in die Nordsee, die bei der Gasumwandlung auf der Höegh Esperanza entstehen. Die Deutsche Umwelthilfe forderte das Betreiberunternehmen Uniper auf, auf den Einsatz von Chlor als Biozid zu verzichten. Sogenanntes „Antifouling“ mittels Elektrochlorierung (max. 0,2 mg Cl2/l) soll verhindern, dass die Seewassersysteme (Wärmetauscher, Bildung eines Biofilms in den Leitungen der FSRU) mit Muscheln oder Seepocken zuwachsen. Dabei werden mittels elektrischen Stroms aus Salzwasser direkt Hypochlorite produziert.
Das in Wilhelmshaven zum Einsatz kommende LNG-Speicher- und Verdampfungs-Schiff Höegh Esperanza war ursprünglich für den Einsatz in Australien vorgesehen, auch dort sollte ein LNG-Terminal an der Mornington-Halbinsel in der Nähe von Melbourne errichtet werden. Nach eingehender Prüfung durch Behörden und Gutachter wurde dem Schiff im Jahr 2021 aufgrund der zu erwartenden gravierenden Auswirkungen auf die lokale Meeresumwelt durch Schadstoffeinleitung die Betriebsgenehmigung verweigert. Im Laufe des Frühjahrs 2022 konnte das nunmehr verfügbare Schiff von deutscher Seite für das geplante LNG-Terminal Wilhelmshaven gewonnen werden. Die in Deutschland laut Betreiber geplanten Chloreinleitungen in die Nordsee werden aufgrund des lokal äußerst starken Bewuchsdruckes doppelt so hoch sein müssen wie die von den australischen Behörden veranschlagten, welche dort zu einer Zurückweisung der Genehmigung führten. Die erwarteten Schadstoffeinleitungen im Betrieb werden die Richtwerte, welche die australischen Behörden zuvor an vergleichbarem Standort für vertretbar gehalten hätten, um das Zehnfache übersteigen. Eine Klage der Deutschen Umwelthilfe gegen den Einsatz von Chlor zu Reinigungszwecken war nicht erfolgreich.
Die Kritik am Vorgehen wird von Behörden und Landesregierung zurückgewiesen. Laut dem damaligen niedersächsischen Umweltminister Olaf Lies (SPD) geht von dem Schiff keine Gefahr aus, es werden die hohen Umweltstandards eingehalten und die Einleitungen von den Behörden kontinuierlich überprüft: „Standortvergleiche müssen wissenschaftlich fundiert sein. Wir kennen die Rahmenbedingungen in Australien nicht, um beide Standorte sinnvoll vergleichen zu können.“
Das NLWKN erteilte am 16. Dezember 2022 dem Betreiberunternehmen Uniper entsprechend dem Wasserhaushaltsgesetz die Erlaubnis zur Einleitung von Abwasser aus dem Betrieb einer Floating Storage and Regasification Unit (FSRU) in die Jade vor Wilhelmshaven. Bei einem gewässerökologischen Monitoring des FSRU-Betriebes über elf Monate wurden keine negativen Auswirkungen auf das Gewässer festgestellt. Bei der Excelsior wird Ultraschall zur Reinigung eingesetzt, um die Chlorproblematik zu verhindern. Unklar seien dabei die vergrämende Auswirkungen auf marine Säugetiere, vor allem auf Schweinswale.

### Protestaktionen
Am 12. August 2022 protestierten etwa 300 Klimaaktivisten des Bündnisses Ende Gelände in Hooksiel gegen den Bau einer Gaspipeline sowie am JadeWeserPort gegen den Bau des Importterminals, dessen Baustelle sie besetzten. Laut dem niedersächsischen Innenministerium handelte es sich bei den Aktivisten um Teilnehmer eines Klimaprotestcamps in Hamburg „aus dem linken Spektrum.“